# 王士诚
王士诚（14世纪—1362年），元朝末年红巾军将领。
王士诚开始是为刘福通部将。元顺帝至正十七年（韩林儿龙凤三年，1357年）六月，王士诚与关先生等率军北上，直趋晋、冀。至正十八年（韩林儿龙凤四年，1358年）二月，跟随毛贵率东路军北伐大都，由益都路（治所在今山东省青州市）攻打怀庆路（治所在今河南省沁阳市）失败，三月，攻入晋宁路（今山西省临汾市）。至正十九年（韩林儿龙凤五年，1359年），王士诚自称扫地王。至正二十年（韩林儿龙凤六年，1360年）七月，被元朝将领孛罗帖木儿在台州（今山西省五台县）击败。至正二十一年（韩林儿龙凤七年，1361年）八月，红巾军龙凤北伐失败，王士诚重新归顺元朝。至正二十二年（韩林儿龙凤八年，1362年）六月，王士诚和田丰合谋刺杀元朝大将察罕帖木儿。十一月，王士诚、田丰在益都被察罕帖木儿的养子扩廓帖木儿俘虏杀死。